# Dondușeni
Dondușeni város Moldovában, a Dondușeni járás székhelye.